# Eudarcia eunitariaeella
Eudarcia eunitariaeella is een vlinder uit de familie van de Meessiidae. Deze soort is voor het eerst wetenschappelijk beschreven als Tinea eunitariaeella door Vactor Tousey Chambers in een publicatie uit 1873.
De soort komt voor in de Verenigde Staten.